# Onorata società (termine)
Onorata società è un termine proprio dei camorristi napoletani, che definivano così la loro organizzazione nella seconda metà dell'Ottocento per alludere alla difesa del loro onore, che consisteva nell'omertà, cioè il codice mafioso del silenzio e l'obbligo a non parlare degli affari interni all'organizzazione con la polizia.

## Storia
Dalla fine dell'Ottocento il termine venne spesso usato anche per definire la mafia siciliana e calabrese (Cosa nostra e la 'Ndrangheta) per le analogie con il "codice d'onore" della Camorra.